# Achatinella decora
Achatinella decora foi uma espécie de gastrópodes da família Achatinellidae.
Foi endémica do Arquipélago do Havaí.